# Associazione Calcio Monza 1974-1975
Questa voce raccoglie le informazioni riguardanti l'Associazione Calcio Monza nelle competizioni ufficiali della stagione 1974-1975.

## Stagione
Il Monza conferma sulla panchina l'allenatore Mario David ed è una delle favorite del campionato, ma trova sulla sua strada il Piacenza di Giovan Battista Fabbri che la sopravanza, costringendola a doversi accontentare del posto d'onore.
A metà campionato il presidente Giovanni Cappelletti per dare una scossa alla squadra sostituisce Mario David e chiama al Monza l'allenatore Alfredo Magni, che per un lustro guiderà i biancorossi. 
Nella squadra monzese si mette in evidenza il bomber Luigi Sanseverino, autore di 20 reti, secondo nella classifica dei marcatori del girone dietro al piacentino Bruno Zanolla con 23 reti. 
Altro punto di forza stagionale è stata la resa interna del Monza, che ha tenuto imbattuto lo stadio Sada ottenendo 14 vittorie e 5 pareggi. La delusione per l'esito del campionato viene mitigata dalla prestigiosa vittoria riottenuta nella Coppa Italia di Serie C, una lunga e vittoriosa cavalcata iniziata nell'agosto 1974 ed ultimata con la vittoria nella finale vinta ai calci di rigore il 29 giugno 1975 a Sorrento sulla squadra di casa.

## Rosa
| N. |                   | Ruolo | Calciatore         |
| -- | ----------------- | ----- | ------------------ |
|    | Italia (bandiera) | A     | Roberto Antonelli  |
|    | Italia (bandiera) | P     | Roberto Anzolin    |
|    | Italia (bandiera) | C     | Giovanni Ardemagni |
|    | Italia (bandiera) | A     | Giorgio Berlucchi  |
|    | Italia (bandiera) | C     | Gabriele Bolognesi |
|    | Italia (bandiera) | C     | Ruben Buriani      |
|    | Italia (bandiera) | P     | Marziano Colombo   |
|    | Italia (bandiera) | D     | Giancarlo Corti    |
|    | Italia (bandiera) | D     | Franco Fontana     |
|    | Italia (bandiera) | A     | Eugenio Gamba      |
|    | Italia (bandiera) | C     | Elio Garavaglia    |
|    | Italia (bandiera) | C     | Giuseppe Gulti     |
|    | Italia (bandiera) | C     | Dante Maiani       |

| N. |                   | Ruolo | Calciatore         |
| -- | ----------------- | ----- | ------------------ |
|    | Italia (bandiera) | A     | Egidio Malpeli     |
|    | Italia (bandiera) | C     | Benito Michelazzi  |
|    | Italia (bandiera) | C     | Vittorio Panucci   |
|    | Italia (bandiera) | C     | Mauro Pasqualini   |
|    | Italia (bandiera) | C     | Fabio Sala         |
|    | Italia (bandiera) | C     | Patrizio Sala      |
|    | Italia (bandiera) | A     | Luigi Sanseverino  |
|    | Italia (bandiera) | P     | Giuliano Terraneo  |
|    | Italia (bandiera) | C     | Giuseppe Trinchero |
|    | Italia (bandiera) | A     | Francesco Vincenzi |
|    | Italia (bandiera) | D     | Giuliano Vincenzi  |
|    | Italia (bandiera) | D     | Paolo Zabotto      |
|    | Italia (bandiera) | D     | Giuseppe Zandonà   |

## Risultati

### Serie C girone A

#### Girone di andata
| Arbitro: | Pieri (Genova) |

|                      |           |                        |
| Mongitore 62’ (rig.) | Marcatori | 32’ (rig.) Sanseverino |

| Arbitro: | Scaccaglia (Parma) |

|                             |           |  |
| Sanseverino 41’, 83’ (rig.) | Marcatori |  |

| Arbitro: | Bergamo (Livorno) |

|             |           |  |
| Zanolla 58’ | Marcatori |  |

| Monza 6 ottobre 1974 4ª giornata | Monza                       | 0 – 0 | Mantova | Stadio Gino Alfonso Sada\| Arbitro: \| Esposito (Torre Annunziata) \| |
| Arbitro:                         | Esposito (Torre Annunziata) |       |         |                                                                       |

| Arbitro: | Chiapponi (Livorno) |

|                 |           |              |
| Sanseverino 18’ | Marcatori | 78’ Rebecchi |

| Arbitro: | Governa (Alessandria) |

|                  |           |  |
| Gamba 40’ (aut.) | Marcatori |  |

| Arbitro: | Baldari (Roma) |

|                             |           |                |
| Ardemagni 12’ Antonelli 85’ | Marcatori | 58’ Aschettino |

| Vercelli 3 novembre 1974 8ª giornata | Pro Vercelli        | 0 – 0 | Monza | Stadio Leonida Robbiano\| Arbitro: \| Romanetti (Messina) \| |
| Arbitro:                             | Romanetti (Messina) |       |       |                                                              |

| Arbitro: | Tempio (Catania) |

|                        |           |  |
| Sanseverino 30’ (rig.) | Marcatori |  |

| Milano 17 novembre 1974 10ª giornata | Sant'Angelo       | 0 – 0 | Monza | Stadio San Siro\| Arbitro: \| Bergamo (Livorno) \| |
| Arbitro:                             | Bergamo (Livorno) |       |       |                                                    |

| Arbitro: | Sancini (Bologna) |

|              |           |                 |
| Vianello 66’ | Marcatori | 52’ Sanseverino |

| Arbitro: | Busalacchi (Palermo) |

|                                      |           |  |
| Antonelli 51’ Sanseverino 65’ (rig.) | Marcatori |  |

| Arbitro: | Frasso (Capua) |

|                          |           |                 |
| Bianchi 44’ Spadetto 83’ | Marcatori | 57’ Sanseverino |

| Arbitro: | Lapi (Firenze) |

|              |           |            |
| Vincenzi 11’ | Marcatori | 9’ Ferrari |

| Arbitro: | Falasca (Chieti) |

|                        |           |  |
| Sanseverino 18’ (rig.) | Marcatori |  |

| Arbitro: | Prato (Lecce) |

|           |           |              |
| Grion 89’ | Marcatori | 53’ Vincenzi |

| Arbitro: | Casaburi (Napoli) |

|                                       |           |                |
| Michelazzi 16’ Sanseverino 20’ (rig.) | Marcatori | 12’ Del Favero |

| Arbitro: | Paparesta (Bari) |

|            |           |          |
| Monari 37’ | Marcatori | 6’ Gamba |

| Monza 26 gennaio 1975 19ª giornata | Monza              | 0 – 0 | Vigevano | Stadio Gino Alfonso Sada\| Arbitro: \| Migliore (Salerno) \| |
| Arbitro:                           | Migliore (Salerno) |       |          |                                                              |

#### Girone di ritorno
| Monza 2 febbraio 1975 20ª giornata | Monza            | 0 – 0 | Trento | Stadio Gino Alfonso Sada\| Arbitro: \| D'Astore (Lecce) \| |
| Arbitro:                           | D'Astore (Lecce) |       |        |                                                            |

| Arbitro: | Tani (Livorno) |

|           |           |  |
| Polvar 3’ | Marcatori |  |

| Arbitro: | Pieri (Genova) |

|                                   |           |             |
| Sanseverino 20’, 53’ Vincenzi 70’ | Marcatori | 48’ Zanolla |

| Arbitro: | Lanzafame (Taranto) |

|              |           |                                        |
| Iacovone 19’ | Marcatori | 52’ Vincenzi 85’ Gamba 87’ Sanseverino |

| Arbitro: | Foschi (Forlì) |

|  |           |               |
|  | Marcatori | 74’ Antonelli |

| Arbitro: | Vitali (Bologna) |

|                                                   |           |                  |
| Ventura 3’ (aut.) Corbetta 6’ (aut.) Vincenzi 24’ | Marcatori | 54’ (rig.) Canzi |

| Legnano 23 marzo 1975 26ª giornata | Legnano             | 0 – 0 | Monza | Stadio Comunale\| Arbitro: \| Chiapponi (Livorno) \| |
| Arbitro:                           | Chiapponi (Livorno) |       |       |                                                      |

| Arbitro: | Lanzetti (Viterbo) |

|                        |           |  |
| Sanseverino 60’ (rig.) | Marcatori |  |

| Arbitro: | Vitali (Bologna) |

|           |           |               |
| Piras 89’ | Marcatori | 44’ Frascolla |

| Arbitro: | Grillenzoni (Finale Emilia) |

|                                          |           |  |
| Sanseverino 4’, 51’ (rig.) Antonelli 72’ | Marcatori |  |

| Arbitro: | Mattei (Macerata) |

|          |           |  |
| Sala 21’ | Marcatori |  |

| Arbitro: | Bitocchi (Tivoli) |

|          |           |  |
| De Nadai | Marcatori |  |

| Arbitro: | Marino (Taranto) |

|                 |           |  |
| Sanseverino 72’ | Marcatori |  |

| Arbitro: | Romanetti (Messina) |

|                                             |           |         |
| Flaborea 15’ D'Alessi 28’ (rig.) Stevan 70’ | Marcatori | 7’ Sala |

| Arbitro: | Morato (Venezia) |

|               |           |              |
| Fumagalli 82’ | Marcatori | 74’ Vincenzi |

| Arbitro: | Migliore (Salerno) |

|                                                     |           |  |
| Ardemagni 32’ Sanseverino 88’ Dal Bianco 88’ (aut.) | Marcatori |  |

| Arbitro: | Sancini (Bologna) |

|                |           |                   |
| Manservigi 50’ | Marcatori | 77’, 83’ Vincenzi |

| Arbitro: | Marino (Genova) |

|                                                |           |  |
| Sanseverino 4’ Sala 8’ Gamba 34’ Antonelli 58’ | Marcatori |  |

| Arbitro: | Chiri (Mantova) |

|  |           |                              |
|  | Marcatori | 42’ Sanseverino 59’ Vincenzi |

### Coppa Italia Semiprofessionisti

#### Girone 6
| Arbitro: | Carvani (Piacenza) |

|  |           |              |
|  | Marcatori | 11’ Vincenzi |

| 28 agosto 1974 2ª giornata |  | – Riposo |  |  |

| Arbitro: | Montagna (Torino) |

|                        |           |  |
| Sanseverino 57’ (rig.) | Marcatori |  |

| Arbitro: | Canesi (Cremona) |

|                          |           |                 |
| Vincenzi 16’ Buriani 55’ | Marcatori | 71’ Maffioletti |

| 8 settembre 1974 5ª giornata |  | – Riposo |  |  |

| Arbitro: | Bergamo (Livorno) |

|  |           |               |
|  | Marcatori | 25’ Antonelli |

#### Sedicesimi di finale
| Arbitro: | Foschi (Forlì) |

|               |           |           |
| Scorletti 85’ | Marcatori | 70’ Gamba |

| Arbitro: | Chiri (Mantova) |

|                           |           |             |
| Trinchero 18’ Malpeli 28’ | Marcatori | 42’ Fiaschi |

#### Ottavi di finale
| Arbitro: | Agate (Torino) |

|                   |           |  |
| Bosani 79’ (rig.) | Marcatori |  |

| Arbitro: | Simini (Torino) |

|                        |           |  |
| Corti 53’ Vincenzi 80’ | Marcatori |  |

#### Quarti di finale
| Arbitro: | Baldoni (Ancona) |

|              |           |               |
| Frigerio 82’ | Marcatori | 74’ Berlucchi |

| Arbitro: | Selicorni (Novara) |

|             |           |  |
| Buriani 50’ | Marcatori |  |

#### Semifinale
| Arbitro: | Milan (Treviso) |

|           |           |  |
| Corti 33’ | Marcatori |  |

| Arbitro: | Celli (Trieste) |

|             |           |                 |
| Iacovone 2’ | Marcatori | 118’ Pasqualini |

#### Finale
| Arbitro: | Bergamo (Livorno) |

|                                             |                      |                                                 |
| Abbondanza Loddi Borchiellini Albano Grieco | Tiri di rigore 3 – 4 | Vincenzi Zabotto Buriani Garavaglia Sanseverino |